# Station Arpajon
Arpajon is een station aan lijn C van het RER-netwerk gelegen in de Franse gemeente Arpajon in het departement Essonne.